# Warrant (gruppo musicale tedesco)
I Warrant sono un gruppo musicale heavy metal tedesco fondato nel 1983 a Düsseldorf.

## Storia

### Gli Warrant negli anni '80
Fondati nel 1984 a Düsseldorf dal cantante/bassista Jörg Juraschek, dal chitarrista Thomas Klein e dal batterista Lothar Wieners, i Warrant ottennero un contratto con la casa discografica Noise Records, pubblicando nel 1985 un EP dal titolo First Strike, un disco possente che riuscì ad entrare nell'immaginario tipico del metal più classico e tradizionale. È dello stesso anno la partecipazione alla compilazione Metal Attack Vol. 1 (Noise Records) con il brano Scavenger's Daughter, che li affiancava a band come Grave Digger, Running Wild, Helloween, Sinner e Celtic Frost.
Nell'aprile del 1985, il chitarrista Olivier May si unì alla band, lavorando come quartetto all'album The Enforcer. La band partì così per un tour al fianco dei Warlock, al termine del quale il gruppo si sciolse.

### La reunion
Nel 1999 i Warrant si riunirono e registrarono due nuove canzoni intitolate Flame of the Show e When the Sirens Call, che furono pubblicate nella riedizione del loro disco del 1985 e sotto forma di singolo. Nel 2000 i primi due album vennero riuniti in una sola edizione su CD chiamata The Enforcer / First Strike (Noise Records).
Dal 2005, il batterista Arno Verstraten è diventato membro della band assieme a Jörg Juraschek e Oliver May. Da allora, gli Warrant hanno suonato in vari festival come l'Headbangers Opern Air, due volte allo Swordbrothers Festival di Andernach, due volte al Keep It True Festival di Dittigheim e al Motala-Metal-Festival in Svezia. Nel 2010 i primi due LP vengono ristampati nuovamente in un unico CD dal titolo Ready to Command 2010 (Pure Steel Records) e comprendeva anche due brani registrati dal vivo al Keep It True Festival di Dittigheim nel 2007. Ad agosto 2010 suonarono al Wacken Open Air, il più grande festival heavy metal del mondo. Dopo il Wacken, Oliver May lasciò la band. Con il successore Dirk Preylowski (Drown Inc., Human Bastard, Soulcancer) continuano a lavorare intensamente al terzo album in studio. Nell'ottobre 2014, dopo una pausa discografica di quasi 30 anni gli Warrant pubblicarono il terzo album in studio intitolato Metal Bridge (Pure Steel Records). Il suono dell'album ripercorre il vecchio suono degli Warrant, riproponendo anche due nuove versioni di Ordeal of Death e The Enforcer, tra vecchi brani quelli che meno hanno risentito del passare del tempo.

## Formazione
- Jörg Juraschek - voce/basso
- Thomas Klein - chitarra
- Lothar Wieners - batteria

## Discografia
Album in studio
- 1985 - The Enforcer
- 2014 - Metal Bridge

EP
- 1985 - First Strike

Raccolte
- 2010 - Ready To Command 2010